# Anathallis obovata
Anathallis obovata là một loài lan.